# Белокопытов, Дмитрий Михайлович
Дми́трий Миха́йлович Белокопы́тов (родился в 1954 году) — начальник управления по делам печати, телерадиовещания и связи Липецкой области (2009—2015), журналист. Член Союза журналистов России. Заслуженный работник культуры Российской Федерации (2004).

## Биография
Окончил филологический факультет Воронежского государственного университета по специальности «журналист».
С 1972 года — корреспондент и заместитель редактора измалковской районной газеты «Восход».
С 1986 года — редактор газеты «Заря» Краснинского района.
С 1989 года — главный редактор областной молодёжной газеты «Ленинец». С 1990 года — корреспондент, заведующий отделом областной газеты «Ленинское знамя» («Липецкая газета»), с 1992 года — заместитель главного редактора, первый заместитель главного редактора, позднее — директор ГУ «Издательский дом „Липецкая газета“».
В 2004 году присвоено почетное звание «Заслуженный работник культуры Российской Федерации».
В сентябре 2009 года назначен на должность начальника управления по делам печати, телерадиовещания и связи Липецкой области. 12 марта 2015 его сменила Наталья Демьянова.